# Округ Нови Јичин
Округ Нови Јичин (чеш. Okres Nový Jičín) је округ у Моравско-Шлеском крају, у Чешкој Републици. Административно средиште округа је град Нови Јичин.

## Становништво
Према подацима о броју становника из 2012. године округ је имао 152.222 становника.